# Autostrada viaggiante

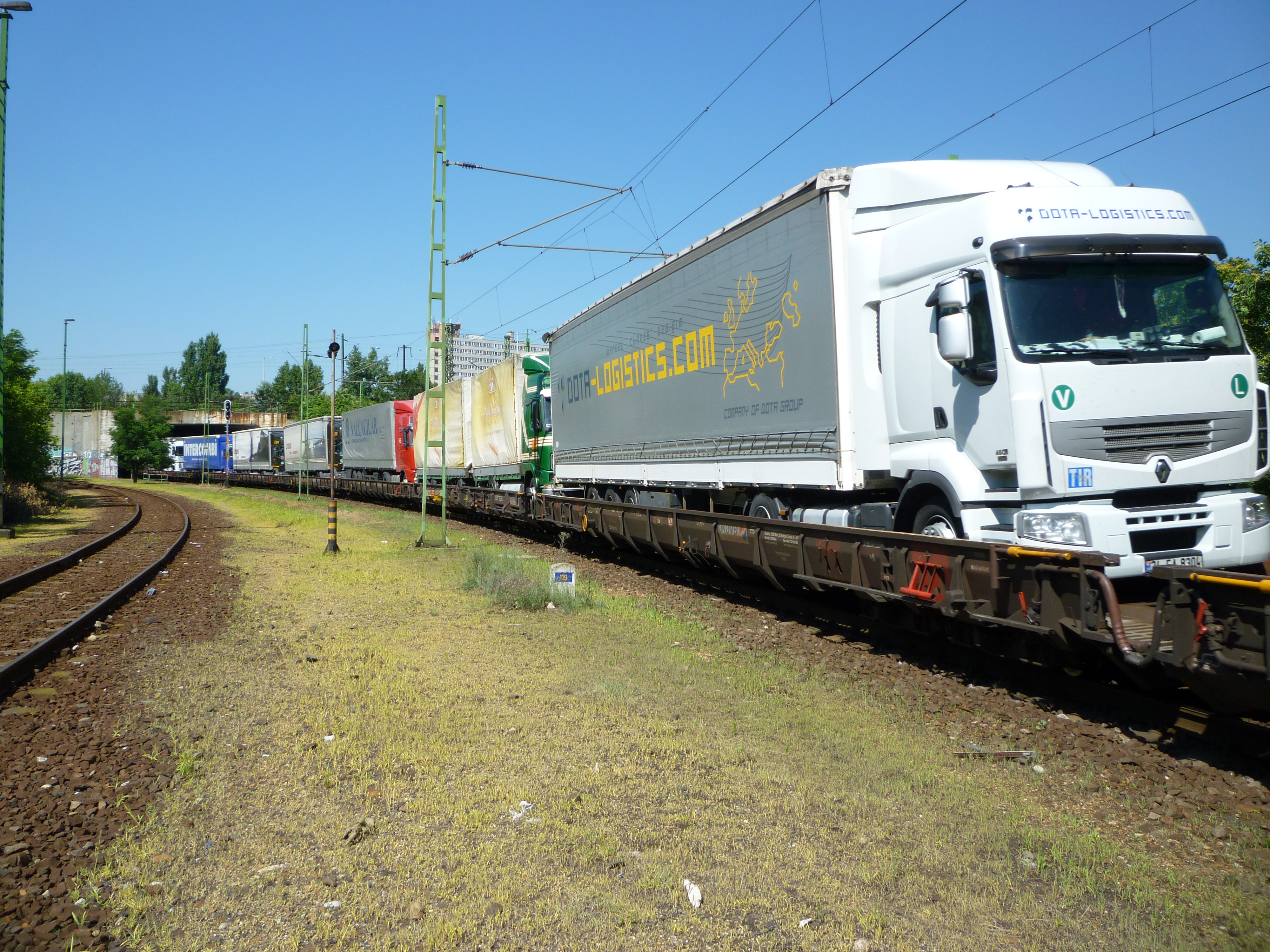
L'autostrada viaggiante prevede il trasporto dell'intero camion (rimorchio + motrice) su carri ferroviari appositi.

Nel settore dei trasporti, un'autostrada viaggiante o anche denominata autostrada ferroviaria (è diffuso anche il termine "RoLa" acronimo del termine tedesco Rollende Landstraße) è una forma di trasporto combinato che coinvolge il trasporto di complessi veicolari su treni merci. A differenza del trasporto intermodale, in cui vengono trasportati solo i container o eventualmente i semirimorchi, l'autostrada viaggiante prevede il trasporto dell'intero Complesso veicolare (cioè trattore stradale incluso).
Si tratta quindi di una modalità di trasporto che non prescinde veramente dal trasporto su gomma, e risulta anche maggiormente dispendiosa per via dello sfavorevole rapporto fra peso totale trasportato e peso utile delle merci.
Sono utilizzati speciali carri ferroviari con un pianale monoblocco dotato di ruote di piccolo diametro e che in genere possono fornire una pista transitabile lungo l'intera lunghezza del treno durante le fasi di carico e scarico. Altre tipologie di carro (modalohr) non prevedono una pista continua ma la rotazione laterale del pianale di ciascun carro per far accedere il camion.
A bordo di un'autostrada viaggiante, gli autisti dei camion sono alloggiati in una vettura con sedili o letti. Ad entrambe le estremità del collegamento ferroviario sono costruiti appositi terminali che consentono il carico e lo scarico dei camion dal treno.

## Esempi di autostrade viaggianti
Le autostrade viaggianti sono per lo più utilizzate per le rotte di transito, ad esempio attraverso le Alpi o dall'Europa occidentale verso l'Europa dell'est.

### Austria

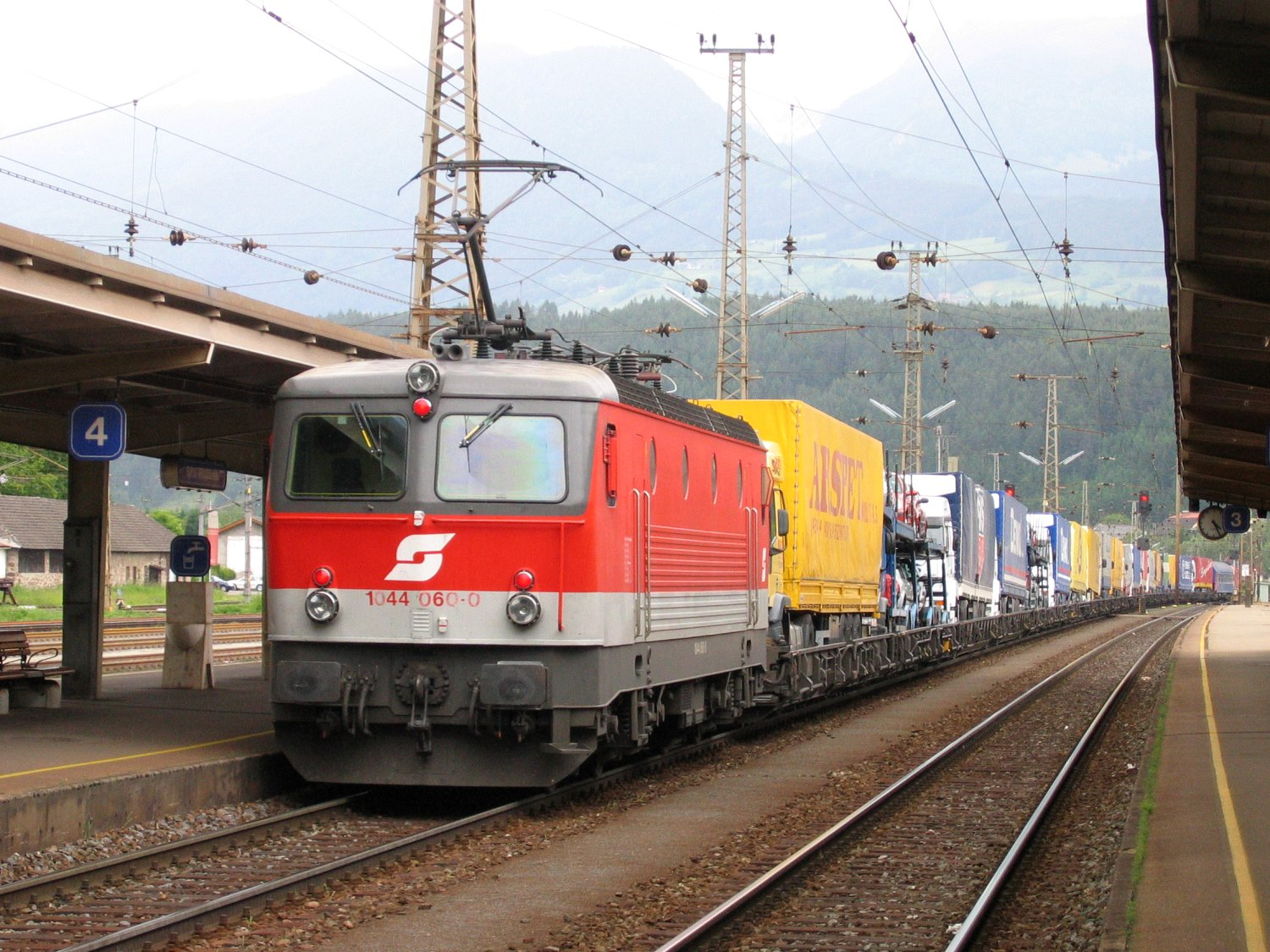
Esempio di autostrada viaggiante trainata da un locomotore ÖBB 1044 lungo ferrovia dei Tauri

In Austria esistono autostrade viaggianti che dalla Baviera attraversano il Tirolo per scendere in Italia o anche verso l'Europa orientale. Tradizionalmente, l'Austria è un paese di transito e quindi grazie all'idea delle autostrade viaggianti si vanno ad eliminare i costi del trasporto su gomma, ovvero un inferiore inquinamento dovuto al traffico. Nel 1999, l'Österreichische Bundesbahnen (ÖBB) hanno fatto transitare 254.000 camion, che equivalgono a 8,5 milioni di tonnellate di merci. In Austria le autostrade viaggianti sono gestite da Ökombi GmbH, una divisione della Rail Cargo Austria la divisione cargo di ÖBB. Vi è un'autostrada viaggiante tra Salisburgo e il porto di Trieste, dove arrivano i camion sui traghetti provenienti dalla Turchia. In questi casi, gli autisti arrivano in aereo dall'aeroporto di Lubiana Jože Pučnik, per continuare a guidare i camion.

### Francia
Due autostrade viaggianti sono attualmente in funzione in Francia, ed entrambe utilizzando la tecnologia francese Modalohr: i 175 km dell'autostrada ferroviaria alpina (AFA) che collegano il dipartimento della Savoia a Torino attraverso il traforo ferroviario del Frejus di proprietà e gestito congiuntamente da SNCF e Trenitalia, e i 1050 km della Lorry-Rail S.A. che collega Bettembourg (Lussemburgo) a Perpignano (Spagna) operato dalla SNCF. La Lorry-Rail trasporta solamente i rimorchi dei camion, mentre l'AFA trasporta i rimorchi, accompagnati e non accompagnati dalle motrici. Da giugno 2012 i due sono gestiti sotto il marchio VIIA da parte di SNCF Geodis.
Infine si menziona il Tunnel sotto la Manica in cui i camion vengono caricati su appositi shuttle per accedere alla rete stradale britannica.

### Svizzera

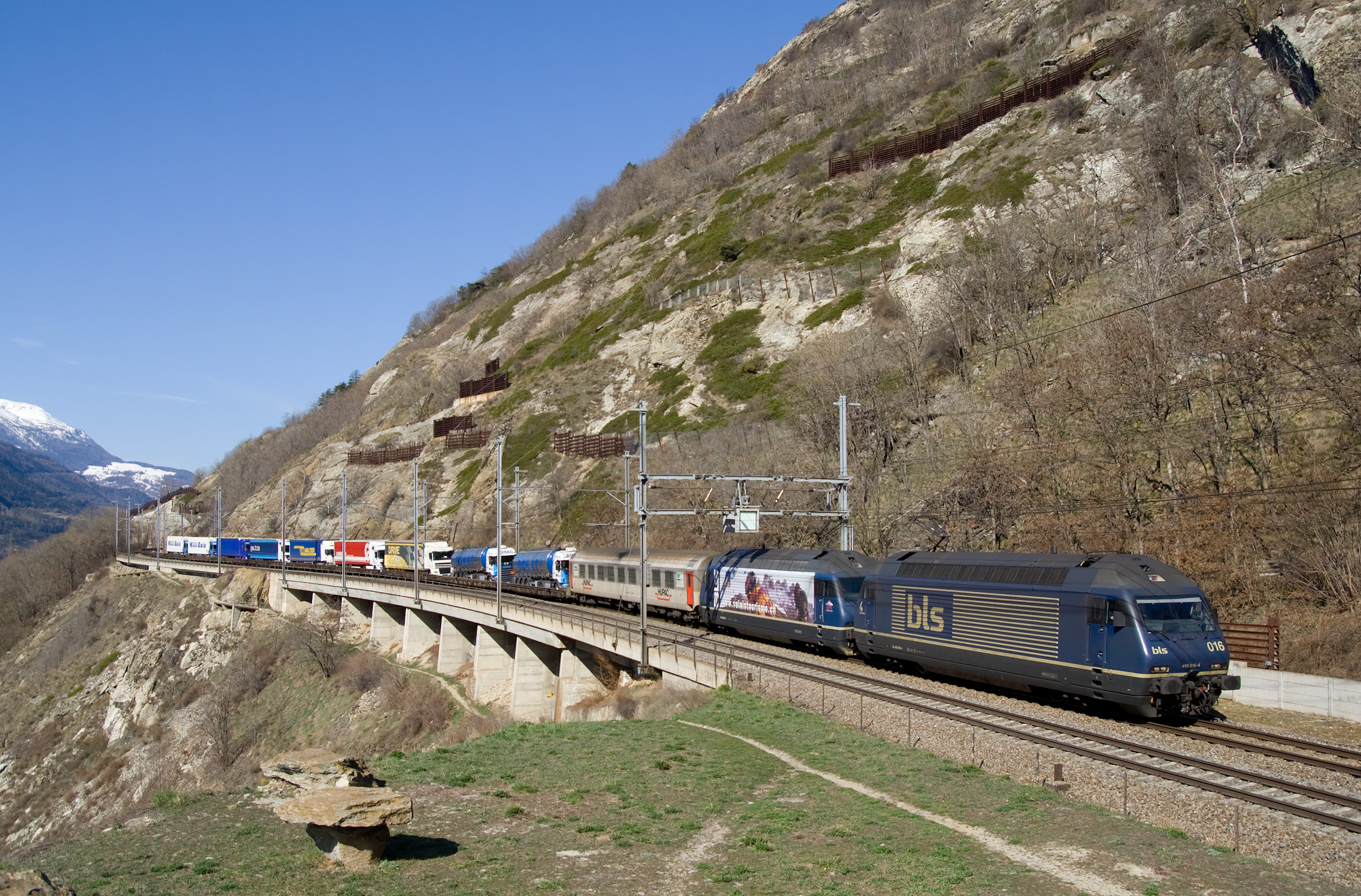
Esempio di autostrada viaggiante sulla ferrovia del Lötschberg dove il treno viene trainato da una BLS SA Re 465

In Svizzera, le autostrade viaggianti attraverso le Alpi esistono sia per la ferrovia del Gottardo che per la ferrovia del Lötschberg attraverso il traforo del Sempione. Esse sono gestite dalla Hupac AG, con sede a Chiasso, e nel caso del tratto Novara - Friburgo in Brisgovia viene gestita dalla RAlpin AG con sede a Olten.

### Italia
In Italia si trovano diverse autostrade viaggianti, ovvero quelle descritte precedentemente per quanto riguarda i collegamenti con gli stati confinanti Austria, Svizzera e Francia. Trenitalia e Trasposervizi hanno siglato un accordo tra Italia, Austria e Germania per una nuova autostrada viaggiante che collega l'interporto di Roncafort (a nord di Trento) con quello di Ratisbona (a nord di Monaco di Baviera), precedentemente gestito dall'operatore austriaco Okombi.
Una breve tratta di Autostrada viaggiante era anche disponibile dal novembre 2015 e per pochi mesi fra il Porto di Trieste e Interporto di Trieste Fernetti.

### India

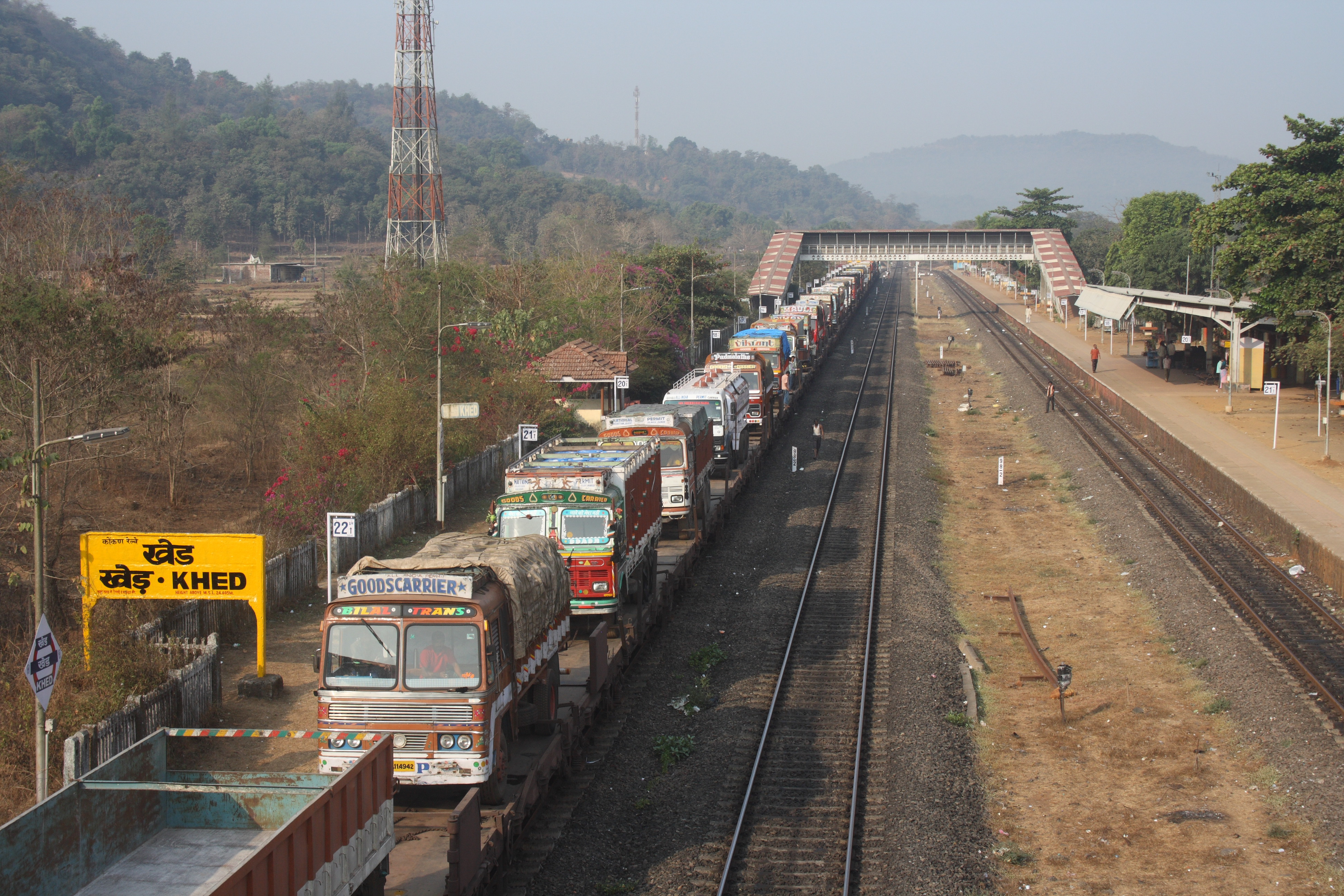
Camion sull'autostrada viaggiante Konkan

Nel 1999, la Konkan Railway Corporation ha introdotto il Roll On Roll Off (RORO) servizio sul tratto compreso tra Kolad in Maharashtra e Verna a Goa, che è stato esteso fino a Surathkal in Karnataka nel 2004. Il servizio RORO, il primo del suo genere in India, ha permesso il trasporto dei camion su pianali. Ciò ha avuto un risultato molto popolare, trasportando circa 110.000 camion e portando dei guadagni alla società di circa 740 milioni di rupie fino al 2007.